# Negativní kampaň
Negativní kampaň (anglicky negative campaigning), neboli útočný volební boj, je spojen především s politickým děním ve Spojených státech amerických. Primárním cíle této kampaně je zničit nebo alespoň oslabit protivníka, v tomto případě politického protikandidáta. Použití negativní kampaně je neetické a v některých zemích dokonce zakázané.[zdroj?]
Častými prostředky použití negativní kampaně bývají vymyšlené skandály, polopravdy či kompromitující informace o protikandidátovi. V tomto směru hrají při použití této metody politického soupeření nezastupitelnou roli média. Ta zprostředkovávají tyto skandální, často zinscenované polopravdy veřejnosti.
Negativní kampaň lze rozdělit dle časové působnosti na krátkodobou (obvykle do 14 dní) a dlouhodobou (měsíc a déle). Nejvíc negativních kampaní je spuštěno krátce před volbami. Napadený politik či strana nemají dost prostoru k vyvrácení lží a polopravd. Po volbách jsou lživá tvrzení relativizována a často jsou překryta dalšími kauzami.

## Výhody a nevýhody
Podle mnohých mediálních analytiků je výhodou použití negativní kampaně její zřejmá úspěšnost, neboli funguje. Naopak nevýhodou může být možné riziko poškození více sebe než protikandidáta. Protikandidát v případě osočení totiž začne hrát na city veřejnosti a tak například případ politikovy nevěry je politikovi odpuštěn, zato tomu, kdo tuto informaci vypustil do veřejného života, je to vyčítáno jako nekorektní a nefér jednání.
Protikandidát vyjde vítězně i v případě, že antikampaň podcení soudnost voličů a pracuje se zjevně nepravdivými tvrzeními.

## Negativní kampaně v Česku

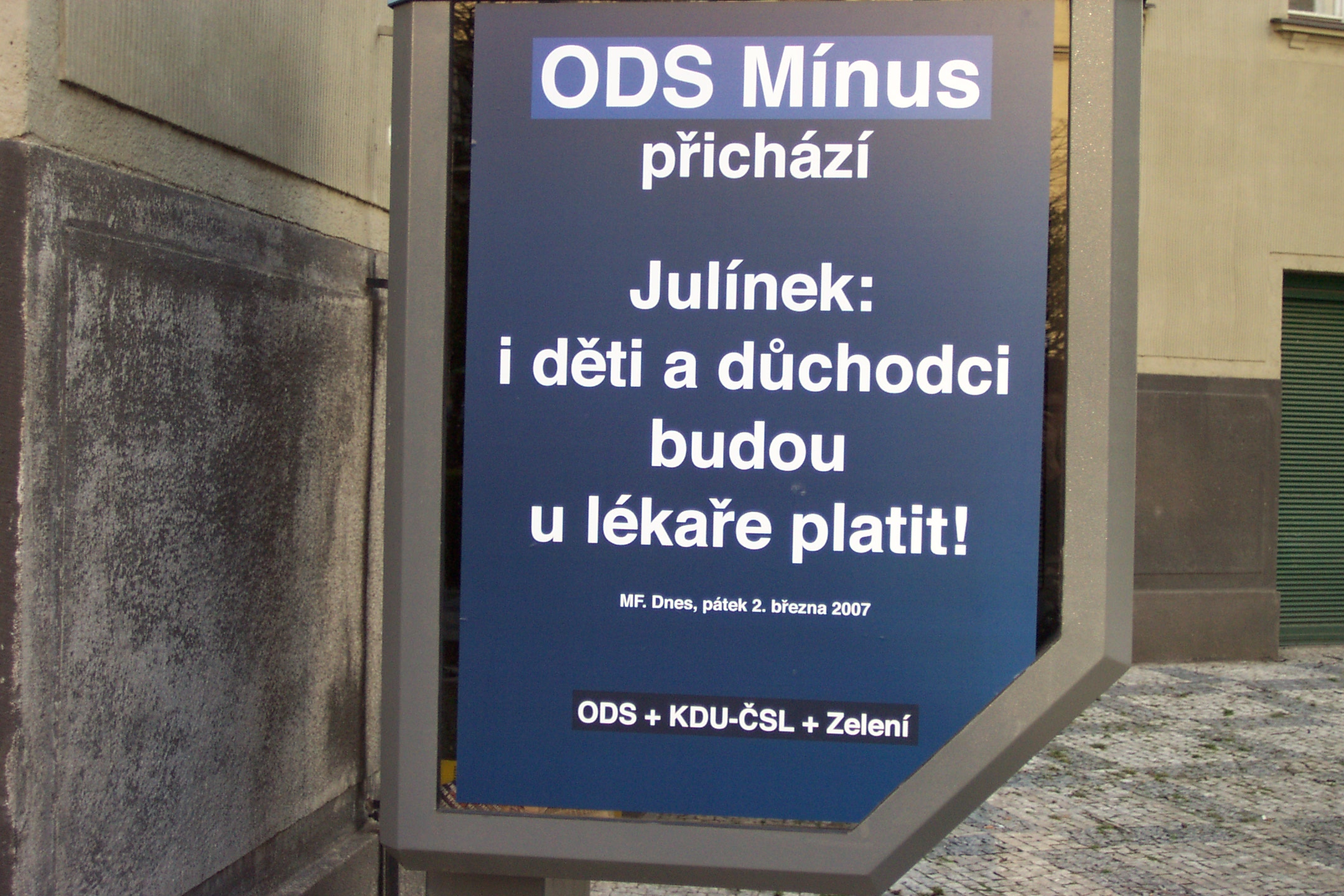
ODS minus

V Česku se negativní kampaň poprvé v masové míře objevila před parlamentními volbami 2006, kdy ČSSD spustila kampaň „ODS minus“. Kampaň měla řadu kritiků, ale tehdejší předseda Jiří Paroubek kampaň dodatečně obhajoval s tím, že se po volbách prokázala její pravdivost. V kampani dál pokračoval až do  voleb následujících. Volební porážku ve volbách 2006 Jiří Paroubek nechtěl uznat a poukazoval na účelový únik tajné zprávy ředitele ÚOOZ Jana Kubiceho, která poukazovala na kauzy ČSSD (Kubiceho zpráva).
V roce 2017 brojil Andrej Babiš proti ČSSD (dosavadnímu partnerovi ve vládě) slovy:  „Krádež za bílého dne. Je naprosto skandální, co ČSSD dva týdny před volbami předvádí. Vypadá to, že chtějí ještě rychle shrábnout peníze do stranické kasy, mají velké dluhy." Kauza lithium oslabila ČSSD ve volbách a ve vládě se musela vzdát postu premiéra ve prospěch Andreje Babiše.
Před volbami 2021 Andrej Babiš vyhodnotil Piráty, jako stranu, která by mohla porazit ANO 2011. Potenciál strachu z migrantů byl stále silný, a tak rétorika zamířila tímto směrem: „Piráti migranty prostě vítají“. Velkou roli měly sociální sítě, které rozšiřovaly pomluvu o záměrů Pirátů nastěhovat migranty do bytů Čechů. Manipulativní kampaň vzala Pirátům hlasy voličů. Tito voliči paradoxně nepřešli k ANO 2011, ale k ODS (koalici SPOLU) nebo ke STANU. 
Výrazná negativní kampaň byla použita před všemi přímými volbami prezidenta. Prostředkem byla dezinterpretace či překroucení výroků protikandidáta tak, aby obavy voličů přerostly ve strach. Lži byly cíleny na starší a méně vzdělanou část populace a díky jejich šíření řetězovými e-maily byly velice efektivní, protože vyburcovaly i voliče, kteří běžně k volbám nechodí.
V roce 2013 byla využita odpověď Karla Schwarzenbergra na otázku, co by řekl na snahu vlády a parlamentu zrušit Benešovy dekrety:
- „Já bych je upozornil na to, že Benešovy dekrety už neplatí 20 let, poněvadž přijetím Listiny základních práv a svobod Ústavy přestala platnost Benešových dekretů. Ovšem nebyla zrušena od roku 1945, nýbrž od okamžiku, kdy byla přijata tato právní předloha.“
- „To, co jsme v roce 1945 spáchali, by dnes bylo odsouzeno jako hrubé porušení lidských práv. Asi by se tehdejší vláda včetně prezidenta Beneše ocitla v Haagu.“

Podstata sdělení je v tom, že Benešovy dekrety jsou minulostí a dnes jsou v civilizované Evropě nemyslitelné. Takový byl i oficiální postoj České republiky a jejich politických představitelů (Miloš Zeman, Václav Klaus). Politicky byly tyto výroky neobratné, protože byly adresovány všem voličům, tedy i těm, kteří uvažují přímočařeji. Používání komplikovaných odpovědí je ve volební kampani chybou vždy. Na výroku se dá najít i věcná chyba spočívající v záměně právních termínů platné a neúčinné („vyhaslé“). Těchto chyb využil Miloš Zeman k rozpoutání protisudeťácké hysterii.

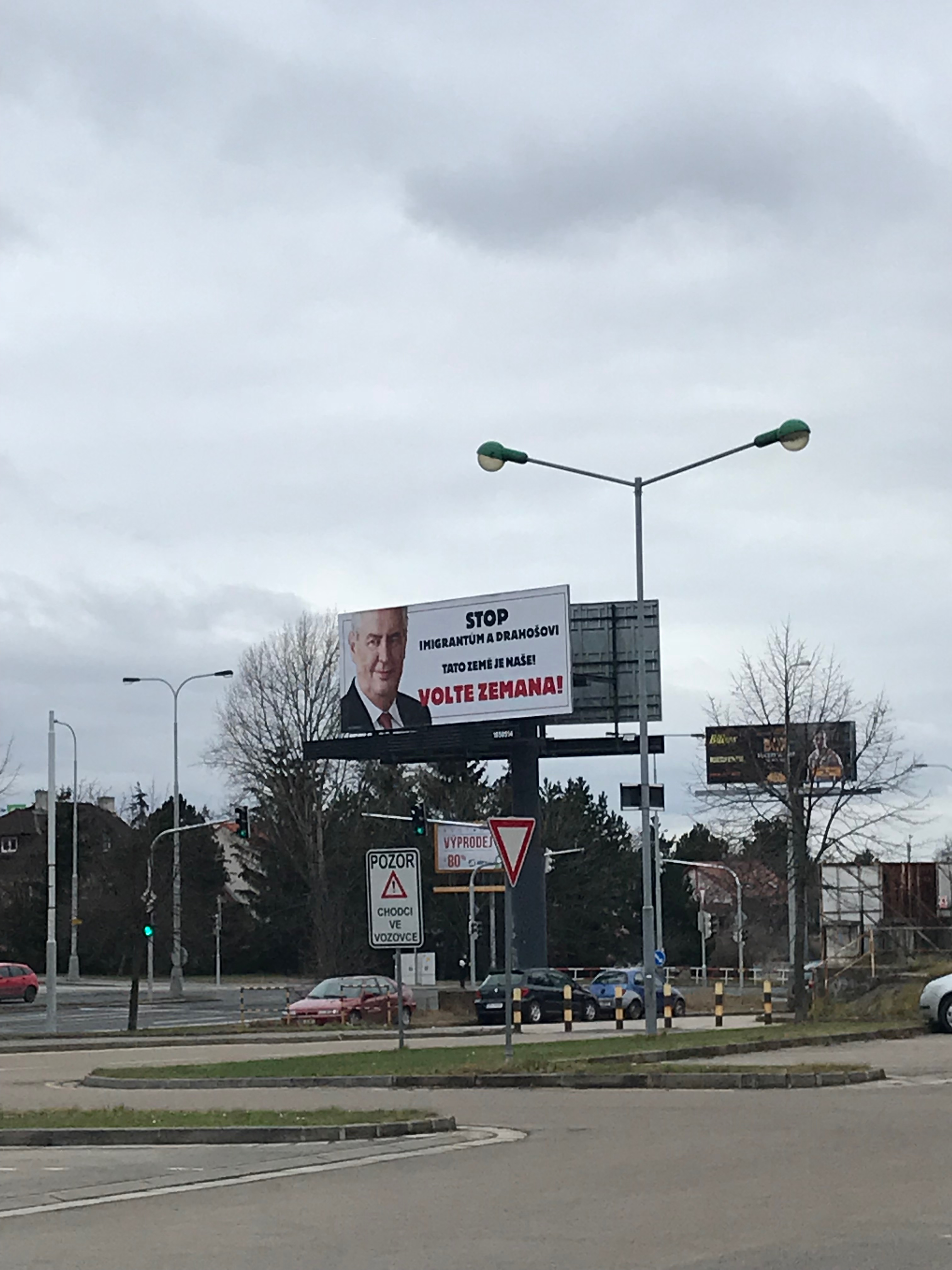
Stop imigrantům a Drahošovi

V roce 2018 byl využit podpis Jiřího Drahoše pod výzvou ze dne 17. srpna 2015 Vědci proti strachu a lhostejnosti, která začíná slovy: Cílem této výzvy není zlehčovat skutečná rizika plynoucí z imigrace. Výzva apeluje na politiky: "žádáme politiky, aby nezneužívali cizí neštěstí k hromadění levných politických bodů. Všem, kdo v Evropě hledají útočiště, by mělo být zajištěno bezpečí a důstojné zacházení. Ti skutečně potřební musí být přijímáni a integrováni na základě individuálního a spravedlivého výběrového procesu, aniž by je předem diskvalifikovala jejich etnická či náboženská identita."
Jiří Drahoš v roce 2015 svým podpisem upozorňoval, že mnozí politici i média užívají rétoriku strachu z cizinců. Paradoxně ho právě tato rétorika porazila ve volbách v roce 2018.
V roce 2023 byl zneužit výrok generála Petra Pavla: „Trvalý mír je iluze“, kterému předcházel výrok Karla Řehky , náčelníka generálního štábu: „Věčný mír je utopie.“ Andrejem Babišem byla prostřednictvím billboardu voličům podsouvána představa, že vojáci jsou váleční štváči: "Nezavleču Česko do války. Jsem diplomat, ne voják". Tento billboard byl vnímán jako neetický, ale i marketingově nepovedený, protože urážel vojáky. Proto byly instalovány billboardy s textem: „Generál nevěří v mír. Volte mír. Volte Babiše.“

## Negativní kampaně v USA
V amerických kampaních se ty negativní používají hodně a to z jediného prostého důvodu, jelikož fungují. Zářným příkladem může být sledování prezidentských voleb v USA. V prezidentské volbě USA v roce 2008 se toto použití volebního boje nevyhlo ani mezi kandidáty stejného politického tábora, a sice mezi demokratickými kandidáty na amerického prezidenta Hillary Clinton a Barackem Obamou. Jako „úspěšnější“ byla v této politické volební strategii označována bývalá první dáma a senátorka za stát New York Hillary Clinton[zdroj⁠?!], vítězství ji to ale nakonec nepřineslo.

## Negativní kampaň a média
Média hrají v použití negativní kampaně klíčovou roli, především pak média bulvární, jelikož skandály a osobní problémy jsou hlavním zdrojem informací těchto médií. O této propojenosti médií a politiky napsal práci renomovaný německý autor odborné literatury Winfried Schulz (Proces politické komunikace: vymezen problémů a kladení otázek)